# Dan Kampelmacher
Erwin Helmuth (Dan) Kampelmacher (Wenen, 6 mei 1920 − Utrecht, 15 september 2011) was een hoogleraar emeritus.

## Biografie
Kampelmacher werd geboren in Oostenrijk maar vluchtte in 1938 als jood naar Nederland. Hij promoveerde te Utrecht in 1954 op Een oriënterend onderzoek omtrent de microbiologie en histologie van de uterus bij onvruchtbare runderen met behulp van een biopsie-apparaat. In 1971 hield hij zijn inaugurele rede als buitengewoon hoogleraar in de levensmiddelenmicrobiologie en -hygiëne aan de Landbouwhogeschool Wageningen waar hij in 1985 met emeritaat ging. Vanaf 1960 was hij werkzaam bij en vanaf 1975 was hij wetenschappelijk directeur en later plaatsvervangend directeur-generaal van het RIVM. Hij speelde een belangrijke rol in het salmonella-onderzoek.
In 1995 leverde hij een bijdrage aan de publicatie Joodse vluchtelingen en het kamp in Hellevoetsluis. Een onderzoek naar gegevens over de joodse vluchtelingen in de jaren 1938-1940. In 2006 publiceerde hij zijn jeugdherinneringen aan Wenen en zijn oorlogstijd; hij en zijn zus overleefden de holocaust: zijn moeder stierf in Engeland in 1941 aan de griep, zijn vader werd vergast in Auschwitz. Zijn oorspronkelijk in het Engels geschreven herinneringen werden later vertaald in het Nederlands en in het Duits.
Kampelmacher was bestuurslid, voorzitter en erelid van de Koninklijke Nederlandse Maatschappij voor Diergeneeskunde, tussen 1960 en 1970 voorzitter van de redactie van het Nederlands Tijdschrift voor Diergeneeskunde en tussen 1983 en 1987 vicevoorzitter van de World Association of Veterinarry Food Hygienists. Hij was Officier in de Orde van Oranje-Nassau en Ridder in de Orde van de Nederlandse Leeuw. In het gebouw van de Koninklijke Nederlandse Maatschappij voor Diergeneeskunde is de beroepsorganisatie voor dierenartsen in Nederland is een zaal naar hem vernoemd. Prof. dr. E.H. Kampelmacher overleed op 91-jarige leeftijd te Utrecht.